# جيف روبنسون
جيف روبنسون (8 يوليو 1988 في الولايات المتحدة - ) (بالإنجليزية: Jeff Robinson)‏ هو لاعب كرة سلة أمريكي في مركز هجوم قوي الجسم. لعب مع دونار ‏.

## وصلات خارجية
- جيف روبنسون على موقع كرة السلة الأوروبية.كوم (الإنجليزية)
- جيف روبنسون على موقع كلية كرة السلة في سبورتس رفرنس.كوم (الإنجليزية)